# 鈴長空手道流
鈴長空手道流 (すずちょうからてどうりゅう、ラテン文字表記：Suzucho Karatedo Ryu、ベトナム語表記：Linh Trường Không Thủ Đạo) はベトナムにおける空手の流派のひとつ、鈴長流または鈴長と呼ばれる。 

## 概要
鈴長流は昭和38年（1963年）にベトナムフエで元大日本帝国兵士 鈴木長治が創立された。流派名は、鈴木長治が自分の名称から鈴木の「鈴」と長治の「長」に由来する。第二次世界大戦後、インドシナ半島戦場で残した鈴木長治はベトミンに参加し、ベトナム人に空手道を教えた。現在、鈴長流はベトナムで一番多く人々に学ばれている。         